# Matebeng
Matebeng (Matabeng) ist ein Ort und ein Community Council im Distrikt Qacha’s Nek im Königreich Lesotho. Im Jahre 2006 hatte der Bezirk eine Bevölkerung von 1735 Personen.

## Lage
Der Ort liegt am Fluss Senqu im Südosten des Landes auf einer Höhe von ca. 2246 m. Über den Matebeng Pass gibt es mit der A4 eine Verbindung nach Mavuka.
Im Norden grenzt die Community direkt an den Distrikt Thaba-Tseka.
Zum Council gehören die Orte:
| - Ha Lelingoana (Ha Madala) - Ha Lelingoana (Makhaleng) - Ha Lelingoana (Moreneng) - Ha Libete - Ha Mahamo | - Ha Mofolo - Ha Nkofo - Ha Sefaha - Ha Tomose - Ha Tsolo | - Ha Wana - Maphotong - Matlakeng - Mosamaqa |

## Klima
Das Klima ist gemäßigt warm.

## Persönlichkeiten
- Häuptling Lelingoana (bl. 1938)[4]